# Abachrysa
Abachrysa là một chi côn trùng thuộc họ Chrysopidae. Chi Abachrysa chứa duy nhất một loài, Abachrysa eureka.